# Carlo Hermann Steinberg
Carlo Hermann Steinberg ( 24 de agosto de 1923 - 16 de marzo de 1981 ) fue un botánico italiano de origen germano.

## Algunas publicaciones
- 1981. Nomenclatural types of the genus Bromus in Italian herbaria. En: Botanische jahrbucher fur systematik, pflanzengeschichte und pflanzengeographie. Vol. 102

### Libros
- 1977. The collectors and collections in the Herbarium Webb. Publicación de la Fundación F. Parlatore para el Estudio de la flora y de la vegetación italiana). Ed. Instituto botánico de la Universidad de Florencia. 49 pp.

- La abreviatura «C.H.Steinb.» se emplea para indicar a Carlo Hermann Steinberg como autoridad en la descripción y clasificación científica de los vegetales.[1]